# Command & Conquer
A Command & Conquer (gyakran a C&C vagy CnC rövidítéseket alkalmazzák) egy videójáték-sorozat, mely főleg valós idejű stratégiai játékokból áll, de 2002-ben például a Command & Conquer: Renegade című fps játékkal bővült a C&C univerzuma. A sorozat fejlesztését kezdetben a Westwood Studios végezte, 1998-ban viszont felvásárolta őket az Electronic Arts és 2003-ban bezárta a stúdiót, majd a korábbi alkalmazottak, kiegészülve az EA Pacific munkatársaival az EA Los Angeles berkein belül dolgoztak tovább. Néhány alkalmazott pedig az EA helyett inkább más utat választott és megalapították saját videójáték-fejlesztő vállalkozásukat, mely a Petroglyph Games nevet kapta.

## A játéksorozat története
A sorozat első része, a Command & Conquer MS-DOS és Mac OS operációs rendszereken 1995. augusztus 31-én látta meg a napvilágot, Tiberian Dawn alcímmel. A játék a Westwood egy korábbi sikerén, a Dune II című stratégiai játékon alapult. A további játékok főleg Windows rendszerekre készültek, de néhány játéknak elkészült a konzolos és Mac-es változata is. A Tiberium Wars című részt követően azonban az Xbox 360 változat is párhuzamosan készült a windowsos mellett, a Command & Conquer: Red Alert 3 pedig Windows és Mac operációs rendszereken kívül Xbox 360 és PlayStation 3 konzolokon is tiszteletét tette.
A sorozat több játékból és kiegészítő lemezből áll, melyek összesen több mint 30 millió példányszámban keltek el világszerte, az Electronic Arts pedig megerősítette egy új játék eljövetelét, azonban a projekteket többször lefújták.
2018-ban az EA piacra dobta a Command & Conquer: Rivals nevű mobiltelefonos játékot. A kritikája viszonylag jó volt, ám a rajongók rendkívül negatívan fogadták, hiszen a népszerűtlen 2010-es Tiberium Twilight óta nem kaptak RTS-játékot a sorozatból. Az interneten #notmycnc néven tüntettek a játék ellen, az Electronic Arts a kommentek és a mintegy 20-szor több dislike miatt végül törölte a játék trailerét is a YouTube-ról.
2018-ban emiatt az EA bejelentette, hogy a sorozat első 2 része, a Tiberian Dawn és a Red Alert, valamint a hozzájuk tartozó 3 kiegészítő az eredeti készítők, a Petroglyph Games által újrafeldolgozást kap Command & Conquer Remastered néven. Az eredeti voxelek helyett 3D-s grafikát kapnak a játékok, a régi átvezető videókat 4K minőségűre javítják, valamint az eredeti zeneszerző, Frank Klepacki felújítja a zenéket is, sőt néhány új tracket is készít a Tiberian Sons nevű zenekarral közösen. A játékot nagy várakozás előzte meg, a megjelenés előtt a legeladottabb játék volt a Steam áruházban. Végül 2020. június 5-én jelent meg, a kezdeti kritikák rendkívül pozitívak a felújított játékokról.

## A Command & Conquer univerzuma

### A Tiberium-univerzum
1995-ben egy meteorit csapódik a Földbe, magával hozva egy különös, többféle formában megjelenő, sugárzást kibocsátó anyagot. A tiberium (nevét a becsapódás helyéről, a Tiberis folyóról kapta) átalakítja a földi anyagokat, ezáltal szaporodni kezd és lassan mindent elborít. Az idegen anyag hosszú távon halálos az élőlényekre, továbbá sugárzása számtalan mutációt okoz, ezáltal az élővilág és az emberiség is elkezd átalakulni.
A fejlett országok természetesen észlelik a veszélyt és a már létező globális csúcsszervezetekből (G8-ak, NATO stb.) létrehozzák a GDI (Globális Védelmi Összefogás) nevű nemzetközi szervezetet, amely harcol a tiberium terjedése ellen. Azonban színre lép Kane, a NOD Testvérisége nevű vallásos-félkatonai szervezet alapítója, aki a bibliai Káin leszármazottjának hirdeti magát, követői pedig halhatatlan félistennek gondolják. Kane lehetőséget lát a tiberiumban ahhoz, hogy a Föld és az emberiség egy új evolúciós szintre lépjen. A NOD szabotálni kezdi a GDI tevékenységét, amely pedig terrorista csoportnak minősíti a Testvériséget. Hamarosan mindkét szervezet totálisan felfegyverkezik az új, tiberium-feldolgozó technológiára alapozva, és megkezdődik a háború a Föld birtoklásáért. A mintegy 60 évig húzódó konfliktus 4 főbb háborút és kisebb konfliktusokat ölel fel, amelyben a feleknek a tiberium által odavonzott idegen fajjal, a Scrinnel is meg kell küzdeniük.

### A Red Alert-univerzum
1946-ban Albert Einstein egy időgépet épít, hogy megakadályozza a második világháborút. Azonban a fiatal Hitler megölése pillangóhatást indít el, így megváltozik a történelem. A nácik hatalomra jutása nélkül a Szovjetunió lesz a legerősebb szuperhatalom, amelyet már senki sem tud megállítani. Az Európa ellen irányuló hadjárat ellen összefog a kontinens szabad fele, és a szövetségesek felveszik a harcot a kommunisták ellen. A játék kimenetelétől függően a szovjet győzelem a Tiberium-univerzummal folytatódik, míg a kánon szövetséges győzelem egy saját idővonalat hoz létre.
Ennek folytatásaként a Szovjetunió bosszúhadjáratot tervez az USA ellen az 1970-es években, és egy totális offenzívát indít. Az alternatív harmadik világháború szintén más-más végkimenetelű lehet: létrehozhatjuk a szovjet világbirodalmat, de le is győzhetjük azt.
Ez utóbbi esetben a szovjet vezérkar néhány embere egy saját időgéppel visszautazva megöli Einsteint, így megint megváltozik a történelem menete. Harmadik szuperhatalomként létrejön a Felkelő Nap Birodalma, ráadásul a tudós nélkül az atomfegyverek és más technológiák is megszűnnek létezni.

### A Generals-univerzum
A cselekmény rendkívül hasonló a Tiberium-univerzuméhoz, ám sokkal valósághűbb. Egy közel-keleti eredetű, GLA nevű nemzetközi terrorszervezet súlyos támadásokat intéz a kommunista Kína és az Amerikai Egyesült Államok ellen, ezzel egy globális háborút kirobbantva. A történetnek itt is több végkimenetele lehet, a kánon idővonal szerint a időközben az EU-val kiegészült csapatok legyőzik a GLA-t.

## A játékmenet
Az egyjátékos módban küldetéseket kell teljesítenünk bármelyik oldalon. Kétféle küldetés van: hadjárat, és ütközet (skirmish). A hadjáratban az egyik frakció oldalára állva kell megadott feladatokat, küldetéseket teljesítenünk, a bolygó birtoklásáért folyik a harc. Az ilyen küldetésekben sokszor lehet segítségnyújtó bónuszokat találni, például amikor egy Vega’s nevű bázist kell lerombolni, akkor, ha előtte leromboljuk a gátat, utána tudunk bázist építeni.
Bázisépítő módban választhatunk pályát, ellenfeleket, bónuszokat-hátrányokat, lényeg a győzelem.

## A sorozat részei
Westwood Studios (1992–2002)
- 1995 – Command & Conquer
  - 1996 – Command & Conquer – The Covert Operations
- 1996 – Command & Conquer: Red Alert
  - 1997 – Command & Conquer: Red Alert – Counterstrike
  - 1997 – Command & Conquer: Red Alert – The Aftermath
  - 1998 – Command & Conquer: Red Alert – Retaliation
- 1997 – Command & Conquer: Sole Survivor
- 1999 – Command & Conquer: Tiberian Sun
  - 2000 – Command & Conquer: Tiberian Sun – Firestorm
- 2002 – Command & Conquer: Renegade

EA Pacific (a.k.a. Westwood Pacific) (2000–2003)
- 2000 – Command & Conquer: Red Alert 2
  - 2001 – Command & Conquer: Yuri’s Revenge
- 2003 – Command & Conquer: Generals

EA Los Angeles (2003–2010)
- - 2003 – Command & Conquer: Generals – Zero Hour
- 2007 – Command & Conquer 3: Tiberium Wars
  - 2008 – Command & Conquer 3: Kane’s Wrath
- 2008 – Command & Conquer: Red Alert 3
  - 2009 – Command & Conquer: Red Alert 3 – Uprising
- 2010 – Command & Conquer 4: Tiberian Twilight

EA Phenomic (2011)
- 2012 – Command & Conquer: Tiberium Alliances

Victory Games (2011–től)
- 2013 – Command & Conquer (törölve)

Petroglyph Games (2020-tól)
- 2020 – Command & Conquer Remastered